# Route I/72 (Slovaquie)
Pour les articles homonymes, voir I72 et Route 72.
La I/72 (en slovaque : cesta I. triedy 72) est une route slovaque de première catégorie reliant Rimavská Sobota à Hybe. Elle mesure 105,1 km.

## Tracé
- Région de Banská Bystrica
  - Rimavská Sobota
  - Veľké Teriakovce
  - Hrachovo
  - Kociha
  - Rimavské Zalužany
  - Rimavská Baňa
  - Rimavské Brezovo
  - Hnúšťa
  - Tisovec
  - Pohronská Polhora
  - Michalová
  - Brezno
  - Podbrezová
  - Bystrá
  - Mýto pod Ďumbierom
  - Jarabá
- Région de Žilina
  - Vyšná Boca
  - Nižná Boca
  - Malužiná
  - Kráľova Lehota
  - Hybe